# Eleições estaduais em Sergipe em 1994
As eleições estaduais em Sergipe em 1994 aconteceram em 3 de outubro como parte das eleições em 26 estados e no Distrito Federal. Foram eleitos o governador Albano Franco, o vice-governador José Carlos Machado, os senadores Antônio Carlos Valadares e José Eduardo Dutra, além de oito deputados federais e vinte e quatro estaduais. Como nenhum candidato a governador reuniu a maioria dos votos válidos, houve um segundo turno em 15 de novembro e pelo disposto na Constituição e na Lei nº. 8.713, a posse seria em 1º de janeiro de 1995 para quatro anos de mandato.
Nascido em Aracaju, o empresário Albano Franco é também formado em Direito pela Universidade Federal de Sergipe. Em razão de suas atividades profissionais, tornou-se presidente da Federação das Indústrias do Estado de Sergipe em 1971, ocupou uma diretoria da Confederação Nacional da Indústria em 1977 e assumiu a presidência da mesma em 1980. Membro do diretório estadual da ARENA, elegeu-se deputado estadual em 1966 e primeiro suplente do senador Lourival Batista em 1978. Filiado ao PDS, foi eleito senador em 1982 e passou pelo PMDB antes de apoiar Fernando Collor na eleição presidencial de 1989 e ingressar no PRN e a seguir no PSDB, pelo qual conquistou um mandato de governador em 1994.

## Resultado da eleição para governador

### Primeiro turno
Houve 592.743 votos nominais no primeiro turno da eleição para governador que, somados aos 96.034 votos em branco e 89.850 votos nulos, apontam o comparecimento de 778.627 eleitores.

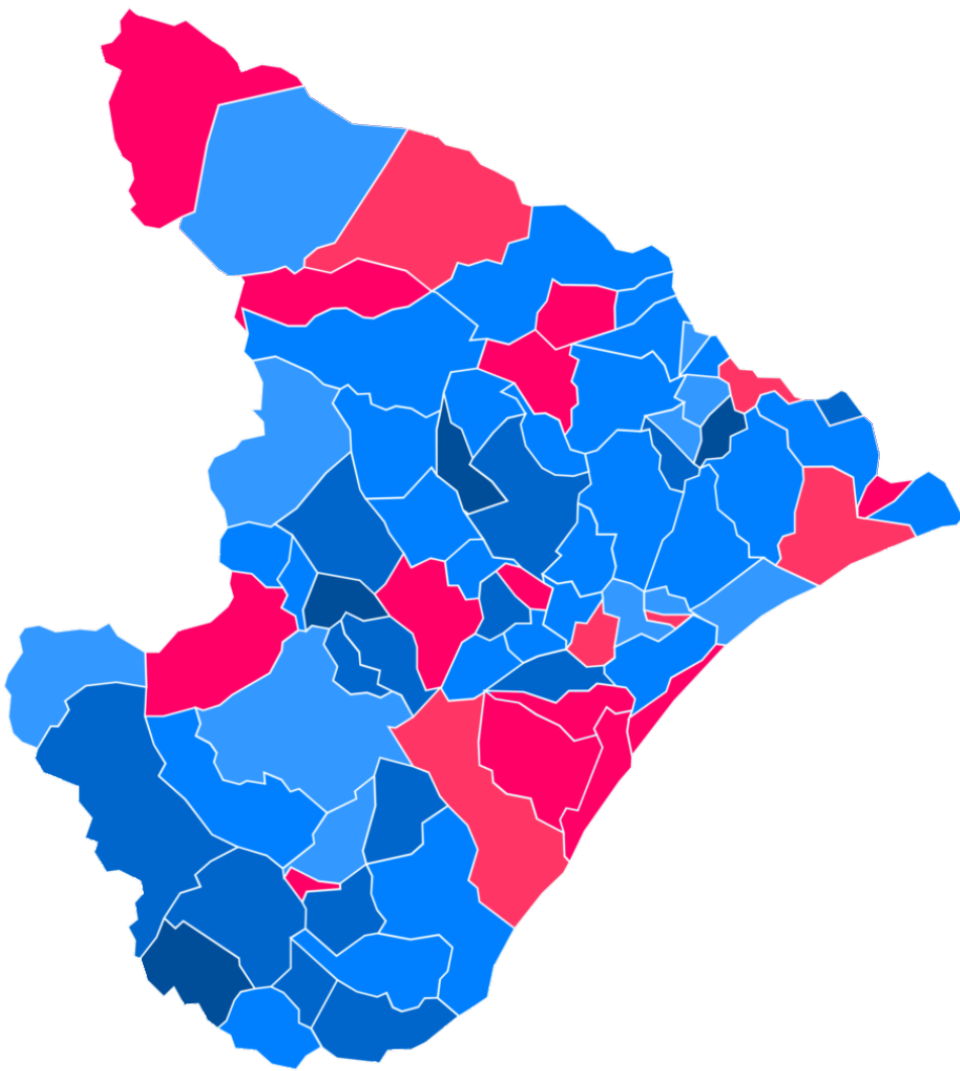
Mapa do 1º turno da eleição para o governo do Sergipe: Albano Franco (56) Jackson Barreto (19)

| Candidatos a governador do estado | Candidatos a vice-governador | Número | Coligação                                                                     | Votação | Percentual |
| --------------------------------- | ---------------------------- | ------ | ----------------------------------------------------------------------------- | ------- | ---------- |
| Jackson Barreto PDT               | Francisco Rollemberg PMN     | 121    | O Povo na Frente (PDT, PMN, PP, PT, PSB, PCdoB)                               | 282.214 | 47,61%     |
| Albano Franco PSDB                | José Carlos Machado PFL      | 451    | Sergipe tem Futuro (PSDB, PFL, PMDB, PPR, PTB, PPS, PL, PSD, PSC, PRP, PTdoB) | 280.926 | 47,40%     |
| José Araújo Filho PV              | Marlene Soares da Costa PCB  | 431    | Frente Libertária (PV, PCB, PSTU)                                             | 20.751  | 3,50%      |
| Vera Lúcia Sampaio Tourinho PRN   | José Soares Pinto PTRB       | 361    | PRN, PTRB                                                                     | 8.852   | 1,49%      |
| Fontes:                           |                              |        |                                                                               |         |            |

### Segundo turno
Houve 719.418 votos nominais no segundo turno da eleição para governador que, somados aos 6.982 votos em branco e 34.233 votos nulos, apontam o comparecimento de 760.633 eleitores.
| Candidatos a governador do estado | Candidatos a vice-governador | Número | Coligação                                                                     | Votação | Percentual |
| --------------------------------- | ---------------------------- | ------ | ----------------------------------------------------------------------------- | ------- | ---------- |
| Albano Franco PSDB                | José Carlos Machado PFL      | 451    | Sergipe tem Futuro (PSDB, PFL, PMDB, PPR, PTB, PPS, PL, PSD, PSC, PRP, PTdoB) | 371.782 | 51,68%     |
| Jackson Barreto PDT               | Francisco Rollemberg PMN     | 121    | O Povo na Frente (PDT, PMN, PP, PT, PSB, PCdoB)                               | 347.636 | 48,32%     |
| Fontes:                           |                              |        |                                                                               |         |            |

## Resultado da eleição para senador
Foram apurados 859.422 votos nominais na eleição para senador.
| Candidatos a senador da República | Candidatos a suplente de senador | Número | Coligação                                                                     | Votação | Percentual |
| --------------------------------- | -------------------------------- | ------ | ----------------------------------------------------------------------------- | ------- | ---------- |
| Antônio Carlos Valadares PP       | Elber Batalha PSB                | 392    | O Povo na Frente (PDT, PMN, PP, PT, PSB, PCdoB)                               | 271.171 | 31,55%     |
| José Eduardo Dutra PT             | Valdiolanda Teófilo PT           | 133    | O Povo na Frente (PDT, PMN, PP, PT, PSB, PCdoB)                               | 184.225 | 21,44%     |
| Lourival Batista PFL              | José Nivaldo Carvalho PFL        | 252    | Sergipe tem Futuro (PSDB, PFL, PMDB, PPR, PTB, PPS, PL, PSD, PSC, PRP, PTdoB) | 169.030 | 19,67%     |
| José Carlos Teixeira PMDB         | Hamilton Maciel PMDB             | 153    | Sergipe tem Futuro (PSDB, PFL, PMDB, PPR, PTB, PPS, PL, PSD, PSC, PRP, PTdoB) | 165.288 | 19,23%     |
| Francisco Gualberto PSTU          | Manoel Messias PSTU              | 162    | Frente Libertária (PV, PCB, PSTU)                                             | 69.708  | 8,11%      |
| Fontes:                           |                                  |        |                                                                               |         |            |

## Deputados federais eleitos
São relacionados os candidatos eleitos com informações complementares da Câmara dos Deputados.

Representação eleita
  PPR: 2
  PMN: 2
  PMDB: 2
  PFL: 1
  PT: 1

| Número  | Deputados federais eleitos | Partido | Votação | Percentual | Cidade onde nasceu | Unidade federativa |
| 1111    | Cleonâncio Fonseca         | PPR     | 41.867  | 8,94%      | Boquim             | Sergipe            |
| 3333    | Jerônimo Reis              | PMN     | 38.974  | 8,32%      | Lagarto            | Sergipe            |
| 1117    | José Teles                 | PPR     | 33.811  | 7,22%      | Itabaiana          | Sergipe            |
| 3311    | Bosco França               | PMN     | 32.074  | 6,85%      | Aracaju            | Sergipe            |
| 2510    | Carlos Magno               | PFL     | 28.216  | 6,02%      | Aracaju            | Sergipe            |
| 1511    | Adelson Ribeiro            | PMDB    | 27.904  | 5,96%      | Aracaju            | Sergipe            |
| 1510    | Wilson Cunha               | PMDB    | 27.810  | 5,94%      | Itabaiana          | Sergipe            |
| 1311    | Marcelo Déda               | PT      | 26.463  | 5,65%      | Simão Dias         | Sergipe            |
| Fontes: |                            |         |         |            |                    |                    |

## Deputados estaduais eleitos
Na disputa pelas 24 vagas da Assembleia Legislativa de Sergipe a distribuição de vagas foi a seguinte: PFL sete, PPR quatro, PMDB quatro, PT duas, PP duas, PMN duas, PDT uma, PSDB uma, PTB uma.

Representação eleita
  PFL: 7
  PPR: 4
  PMDB: 4
  PT: 2
  PMN: 2
  PP: 2
  PDT: 1
  PSDB: 1
  PTB: 1

Fonteː
| Número  | Deputados estaduais eleitos | Partido | Votação | Percentual | Cidade onde nasceu      | Unidade federativa |
| 11111   | Venâncio Fonseca            | PPR     | 19.127  | 3,48%      | Boquim                  | Sergipe            |
| 12111   | Luciano Bispo               | PDT     | 16.480  | 2,99%      | Itabaiana               | Sergipe            |
| 25220   | Luciano de Menininha        | PFL     | 13.975  | 2,54%      | Propriá                 | Sergipe            |
| 25252   | Eduardo Marques             | PFL     | 13.397  | 2,43%      | Pinhão                  | Sergipe            |
| 25250   | Ulisses Andrade             | PFL     | 13.283  | 2,41%      | Canhoba                 | Sergipe            |
| 11119   | Bosco Costa                 | PPR     | 12.492  | 2,27%      | Itabaiana               | Sergipe            |
| 11117   | Maria Mendonça              | PPR     | 12.395  | 2,25%      | Itabaiana               | Sergipe            |
| 25102   | Nicodemos Falcão            | PFL     | 12.236  | 2,22%      | Taquaritinga do Norte   | Pernambuco         |
| 25104   | Ilzo Silveira               | PFL     | 11.795  | 2,14%      | Itabaianinha            | Sergipe            |
| 13213   | José Renato Brandão         | PT      | 11.604  | 2,11%      | São Cristóvão           | Sergipe            |
| 25101   | Reinaldo Moura              | PFL     | 11.188  | 2,03%      | Salvador                | Bahia              |
| 25110   | Antônio Passos              | PFL     | 11.101  | 2,02%      | Cícero Dantas           | Bahia              |
| 45110   | Zé Milton de Zé de Dona     | PSDB    | 10.603  | 1,93%      | Itabaiana               | Sergipe            |
| 33115   | Artur Reis                  | PMN     | 10.528  | 1,91%      | Lagarto                 | Sergipe            |
| 11115   | Ivan Leite                  | PPR     | 10.397  | 1,89%      | Aracaju                 | Sergipe            |
| 39200   | Susana Azevedo              | PP      | 10.196  | 1,85%      | Aracaju                 | Sergipe            |
| 13111   | Ismael Silva                | PT      | 9.890   | 1,80%      | Itaporanga d'Ajuda      | Sergipe            |
| 15119   | Raimundo Vieira             | PMDB    | 9.381   | 1,70%      | Estância                | Sergipe            |
| 33111   | Joaldo Barbosa              | PMN     | 9.363   | 1,70%      | Monte Alegre de Sergipe | Sergipe            |
| 15221   | Rosendo Ribeiro             | PMDB    | 9.016   | 1,64%      | Lagarto                 | Sergipe            |
| 15155   | Venúzia de Carvalho         | PMDB    | 8.850   | 1,61%      | Aracaju                 | Sergipe            |
| 15133   | Jorge Alberto               | PMDB    | 8.511   | 1,55%      | Aracaju                 | Sergipe            |
| 39110   | Belivaldo Chagas            | PP      | 8.063   | 1,47%      | Simão Dias              | Sergipe            |
| 14114   | José Rivaldo Santos         | PTB     | 4.765   | 0,87%      | Tobias Barreto          | Sergipe            |
| Fontes: |                             |         |         |            |                         |                    |